# Limnichites imparatus
Limnichites imparatus is een keversoort uit de familie dwergpilkevers (Limnichidae). De wetenschappelijke naam van de soort werd in 1977 gepubliceerd door David P. Wooldridge.